# La Souche
La Souche – miejscowość i gmina we Francji, w regionie Owernia-Rodan-Alpy, w departamencie Ardèche.
Według danych na rok 1990 gminę zamieszkiwało 288 osób, a gęstość zaludnienia wynosiła 9 osób/km² (wśród 2880 gmin regionu Rodan-Alpy La Souche plasuje się na 1341. miejscu pod względem liczby ludności, natomiast pod względem powierzchni na miejscu 185.).

## Populacja

Populacja La Souche w latach 1962-2008